# 工藤治人
工藤治人（くどう はると、1878年11月16日 - 1963年10月13日）は、日産自動車の元社長。

## 年譜
- 1878年11月16日 - 山口県豊浦郡勝山村（現・下関市）に生まれる[1]
- 1902年 - 京都帝国大学機械工学科を卒業し、住友別子鉱業所に入所
- 1905年～1910年 - ドイツ留学
- 1912年 - 工学博士の学位をうける
- 1917年 - 株式会社住友鋳鋼所（のち住友製鋼所）取締役支配人に就任
- 1920年 - 戸畑鋳物株式会社専務取締役に就任（翌年、取締役社長）
- 1925年 - 株式会社安来製鋼所専務取締役就任（翌年、取締役社長）ここで、桜ハガネ（YS印）を開発し、現在のYSSヤスキハガネ（国産による初の高性能特殊鋼）の基盤を作る（安来製鋼所は現；日立金属安来工場）。
- 1929年 - 同社取締役社長に就任
- 1933年 - 財團法人日本刀鍛錬會（旧日本陸軍外郭団体）顧問に就任
- 1936年 - 日立製作所との合併により同社専務取締役に就任
- 1944年 - 日産重工業株式会社（のちの日産自動車）の生産責任者兼取締役社長に就任
- 1945年 - 同社長を辞任。その後、公職追放を受ける[3]。
- 1963年10月13日 - 死去

## 解説
日本独自のたたら製鉄の近代化に大きな足跡を残した。具体的には、砂鉄と木炭を回転式電気炉に入れて海綿鉄を製造する方法を開発し、旧日本軍の軍需用特殊鋼原料や日本で初めての本格的な高速度工具鋼製造普及に応用した。日本のものづくりの精神として「誠實生美鋼」という言葉を残し、日立金属安来工場には自筆の書が残されている。